# Eugenio Siena
Eugenio Siena, italijanski dirkač, * 1. april 1905, Milano, Italija, † 15. maj 1938, Tripolis, Libija.
Eugenio Siena se je rodil 1. aprila 1905 v Milanu. Že v mladosti se je pridružil Alfi Romeo, kjer je sčasoma napredoval v glavnega testnega dirkača za Scuderio Ferrari za leto 1930. Največji uspeh je dosegel na dirki za 24 ur Spaja leta 1932, ko je zmagal skupaj z Antoniom Briviom v dirkalniku Alfa Romeo 8C 2300LM. Na dirki Mille Miglia je leta 1934 z Alfo Romeo 8C 2300 osvojil drugo mesto s slovitim Taziom Nuvolarim. Večinoma je sodeloval na dirkah razreda Voiturette, kjer se je izkazal tudi z zmago na dirki za Veliko nagrado Milana 1937, kar mu je prineslo priložnost dirkati za prvo moštvo Alfa Corse. Toda na svoji prvi dirki z novim moštvom za Veliko nagrado Tripolisa v sezoni 1938 se je smrtno ponesrečil. Izgubil je nadzor nad dirkalnikom Alfa Romeo Tipo 312, ko se je izogibal močno počasnejšemu dirkaču, in trčil v hišo. Pri tem ga je vrglo iz dirkalnika in je umrl na mestu.